# Agenzia esecutiva per le piccole e medie imprese
L'Agenzia esecutiva per le piccole e le medie imprese (inglese: Executive Agency for Small and Medium-sized Enterprises, o "EASME") è stata un'agenzia esecutiva dell'Unione europea con sede a Bruxelles, sostituita il 1 Aprile 2021 dall'Agenzia esecutiva del Consiglio europeo per l’innovazione e delle piccole e medie imprese (EISMEA, European Innovation Council and Small and Medium-sized Enterprises Executive Agency). Era stata istituita dalla Commissione europea per garantire l'efficiente erogazione di azioni e di piani di finanziamento di elevata qualità nei seguenti settori: energia, trasporti, ambiente, competitività, innovazione.

## Organizzazione dell'Agenzia
L'Agenzia si basava un gruppo internazionale di esperti di energia, ambiente, sostegno alle imprese, trasporti multimodali, comunicazione e finanza. Esso era composto sia da funzionari della Commissione europea che da professionisti del settore privato, che collaboravano per l'obiettivo comune di conciliare la competitività e l'innovazione con la tutela ambientale e un futuro energetico più pulito.
L'EASME faceva capo a quattro direzioni generali della Commissione europea: Energia (ENER), Mobilità e trasporti (MOVE), Imprese e industria (ENTR) e Ambiente (ENV).
Il suo unico direttore è stato Patrick Lambert.

## Riferimenti normativi
- 2013/771/UE (abrogato): Decisione di esecuzione della Commissione, del 17 dicembre 2013 , che istituisce l'Agenzia esecutiva per le piccole e le medie imprese e abroga le decisioni 2004/20/CE e 2007/372/CE
- Decisione di esecuzione (UE) 2021/173 della Commissione del 12 febbraio 2021 che istituisce l’Agenzia esecutiva europea per il clima, l’infrastruttura e l’ambiente, l’Agenzia esecutiva europea per la salute e il digitale, l’Agenzia esecutiva europea per la ricerca, l’Agenzia esecutiva del Consiglio europeo per l’innovazione e delle PMI, l’Agenzia esecutiva del Consiglio europeo della ricerca e l’Agenzia esecutiva europea per l’istruzione e la cultura e abroga le decisioni di esecuzione 2013/801/UE, 2013/771/UE, 2013/778/UE, 2013/779/UE, 2013/776/UE e 2013/770/UE